# Budaörs
Budaörs é uma cidade da Hungria, situada no condado de Peste. Tem 23,59 km² de área e sua população em 2019 foi estimada em 28.844 habitantes.